# Tullio Terranova
Tullio Terranova (* 1927; † 1980) war ein italienischer Pathologe.

## Leben und Wirken
Terranova machte 1950 seinen Abschluss (Laurea) in Medizin und Chirurgie an der Universität Messina und war dann Assistent am Institut für Pathologie der Universität Palermo. Terranova war später Professor und Direktor des Instituts für Allgemeine Pathologie der Università Cattolica del Sacro Cuore in Rom.
Er arbeitete teilweise mit Otto Warburg zusammen, unter anderem zur Biochemie von Krebszellen.
1963 erhielt er den Paul-Ehrlich-und-Ludwig-Darmstaedter-Preis.

## Schriften
- Argomenti di patologia generale, Minerva Medica 1960, Rom, Universo 1971